# Коттер (Арканзас)
Коттер (англ. Cotter, Arkansas) — город, расположенный в округе Бакстер (штат Арканзас, США) с населением в 921 человек по статистическим данным переписи 2000 года.

## История

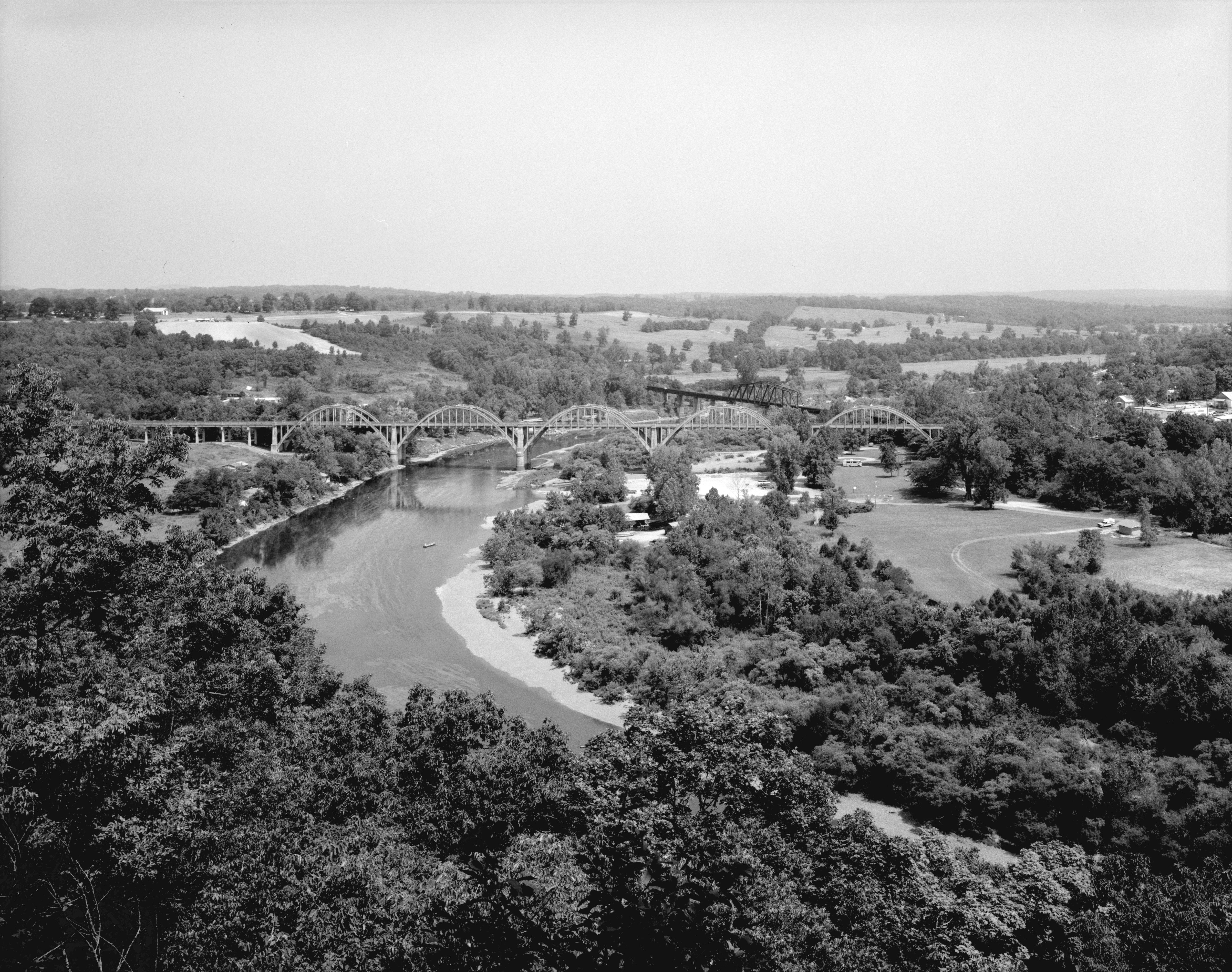
Мост Коттер-Бридж через реку Уайт-Ривер

В XIX веке населённый пункт был известен под именем «Лейкс-Ферри». В 1905 году железнодорожная компания «Миссури-Тихий океан» приобрела в собственность территорию поселения и в том же году выставила её на продажу, разбив на более чем тысячу лотов. Основную часть земли на аукционе приобрели частные лица, главным образом сотрудники железнодорожной компании. В том же году поселение получило статус города и было переименовано в Коттер.
Необходимость переезда через протекающую в окрестностях города реку Уайт-Ривер в первой половине XX века доставляла массу неудобств местным автомобилистам. В черте Коттера существовало небольшое хлипкое сооружение, а полноценный мост через реку находился в 160 километрах к северу, в районе города Брэнсон (штат Миссури). Жители Коттера выступали за строительство моста через Уайт-Ривер в черте города, однако были категорически против возведения моста, который в будущем был бы платным. В штате Арканзас в то время не было единого департамента управления автомобильными дорогами и автотрассы около Коттера состояли из множества кусков «лоскутного одеяла», находившившихся в частной собственности у множества владельцев. Всё это сильно осложняло проект по возведения моста через реку. Ситуация изменилась в 1930 году с передачей автодороги AR-12 в федеральную собственность (название её при этом изменилось на US-62). После смены владельца главной автомагистрали в округе стало возможным строительство моста через Уайт-Ривер, который и был возведён спустя несколько лет.

## География
По данным Бюро переписи населения США город Коттер имеет общую площадь в 6,47 квадратных километров, водных ресурсов в черте населённого пункта не имеется.
Коттер расположен на высоте 193 метра над уровнем моря.

## Демография
По данным переписи населения 2000 года в Коттере проживал 921 человек, 265 семей, насчитывалось 443 домашних хозяйств и 501 жилой дом. Средняя плотность населения составляла около 144 человек на один квадратный километр. Расовый состав Коттера по данным переписи распределился следующим образом: 97,07 % белых, 0,87 % — коренных американцев, 0,22 % — азиатов, 1,85 % — представителей смешанных рас. Испаноговорящие составили 1,52 % от всех жителей города.
Из 443 домашних хозяйств в 20,8 % — воспитывали детей в возрасте до 18 лет, 48,5 % представляли собой совместно проживающие супружеские пары, в 8,6 % семей женщины проживали без мужей, 40,0 % не имели семей. 35,4 % от общего числа семей на момент переписи жили самостоятельно, при этом 16,7 % составили одинокие пожилые люди в возрасте 65 лет и старше. Средний размер домашнего хозяйства составил 2,08 человек, а средний размер семьи — 2,67 человек.
Население города по возрастному диапазону по данным переписи 2000 года распределилось следующим образом: 19,7 % — жители младше 18 лет, 8,7 % — между 18 и 24 годами, 24,8 % — от 25 до 44 лет, 26,7 % — от 45 до 64 лет и 20,2 % — в возрасте 65 лет и старше. Средний возраст жителей составил 43 года. На каждые 100 женщин в Коттере приходилось 97,2 мужчин, при этом на каждые сто женщин 18 лет и старше приходилось 99,5 мужчин также старше 18 лет.
Средний доход на одно домашнее хозяйство в городе составил 22 857 долларов США, а средний доход на одну семью — 34 375 долларов. При этом мужчины имели средний доход в 26 298 долларов США в год против 17 266 долларов среднегодового дохода у женщин. Доход на душу населения в городе составил 15 893 доллара в год. 11,9 % от всего числа семей в округе и 16,8 % от всей численности населения находилось на момент переписи населения за чертой бедности, при этом 18,3 % из них были моложе 18 лет и 13,3 % — в возрасте 65 лет и старше.